# Bazoches-sur-Vesles
Bazoches-sur-Vesles (vor 1943 Bazoches) ist eine ehemalige französische Gemeinde mit 430 Einwohnern (Stand 1. Januar 2022) im Département Aisne in der Region Hauts-de-France; sie gehörte zum Arrondissement Soissons und zum Kanton Fère-en-Tardenois.
Der Erlass vom 30. September 2021 legte mit Wirkung zum 1. Januar 2022 die Eingliederung von Bazoches-sur-Vesles als Commune déléguée zusammen mit der früheren Gemeinde Saint-Thibaut zur neuen Commune nouvelle Bazoches-et-Saint-Thibaut fest.

## Geografie
Der Ort liegt an der Vesle, einem Nebenfluss der Aisne, etwa auf halbem Weg zwischen Soissons und Reims an der östlichen Grenze des Départements zum benachbarten Département Marne.
Umgeben wird Bazoches-sur-Vesles von den Nachbargemeinden und der Commune déléguée:
|                 | Paars                                       | Les Septvallons |
| Mont-Notre-Dame | Kompassrose, die auf Nachbargemeinden zeigt | Fismes (Marne)  |
|                 | Saint-Thibaut (Commune déléguée)            | Ville-Savoye    |

## Bevölkerungsentwicklung
| Jahr      | 1962 | 1968 | 1975 | 1982 | 1990 | 1999 | 2008 | 2018 |
| Einwohner | 328  | 311  | 333  | 281  | 351  | 383  | 443  | 458  |

## Sehenswürdigkeiten
- Kirche Saint-Pierre, Monument historique[3]
- Burgruine, Monument historique[4]

## Söhne- und Töchter der Stadt
Henri de Costier (1901–1989), Autorennfahrer